# Psittacanthus pusillus
Psittacanthus pusillus är en tvåhjärtbladig växtart som beskrevs av J. Kuijt. Psittacanthus pusillus ingår i släktet Psittacanthus och familjen Loranthaceae. Inga underarter finns listade i Catalogue of Life.